# Vous auriez pas vu la Jeanne, des fois ?
Vous n'auriez pas vu la Jeanne, des fois ? est un roman policier de Charles Exbrayat paru en 1984. 
Il s'agit de l'avant-dernier roman d'Exbrayat, paru aux Éditions du Masque.

## Résumé
L'action se passe dans le petit village de Moneyrat-le-Roussi, en Haute-Loire. Entre autres événements, la femme du policier Joseph Eyroles le trompe avec son chef, Amédée Rasteau. Jeanne Machoin, partie un dimanche à une fête sur son lieu de travail, tarde à rentrer. Sa tante, Guite Machoin, malheureuse en ménage, s'imagine que les gendarmes, qui passent à l'occasion pour enquêter sans grande conviction sur la disparition de la Jeanne, n'utilisent ce prétexte que pour lui faire des avances, qu'elle est a priori prête à accepter.

## Édition
Le roman paraît initialement dans la collection Le Masque sous le no 1755 et n'a jamais connu de réédition.